# Lysandra etrusca
Lysandra etrusca är en fjärilsart som beskrevs av Ruggero Verity 1919. Lysandra etrusca ingår i släktet Lysandra och familjen juvelvingar. Inga underarter finns listade i Catalogue of Life.